# 愛知県道511号武豊大府自転車道線
愛知県道511号武豊大府自転車道線（あいちけんどう511ごう たけとよおおぶじてんしゃどうせん）は、愛知県知多郡武豊町と大府市を結ぶ一般県道（愛知県道）であり、知多半島サイクリングロードの愛称で呼ばれる自転車・歩行者専用道路である。計画当初は2005年（平成17年）に全線開通予定であったが、2013年（平成25年）1月現在も大半が未開通であり多くの県民から早急な建設が求められている。

## 概要

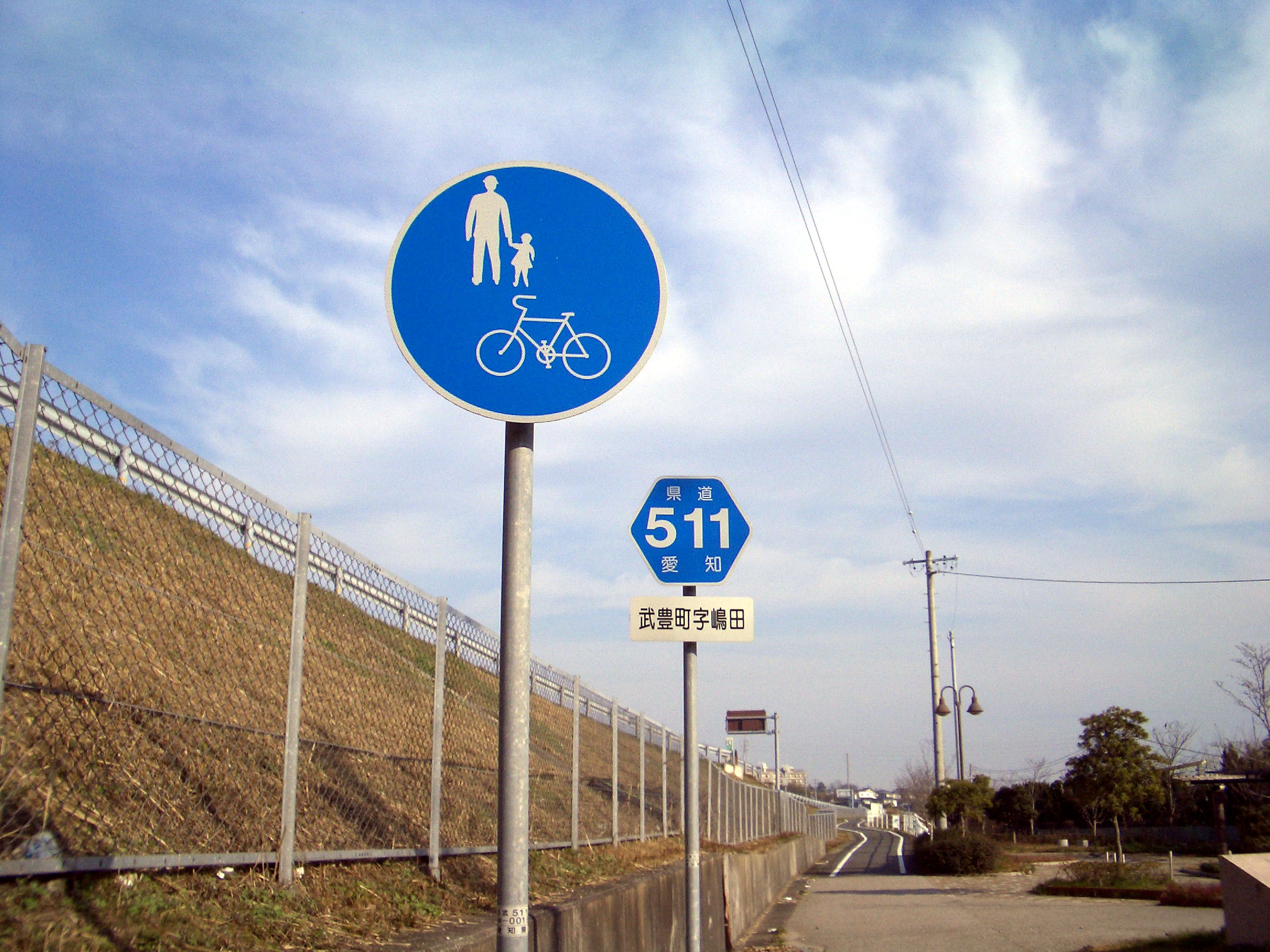
始点：武豊町字嶋田から自転車道を望む。画面左隣を併走するのは南知多道路

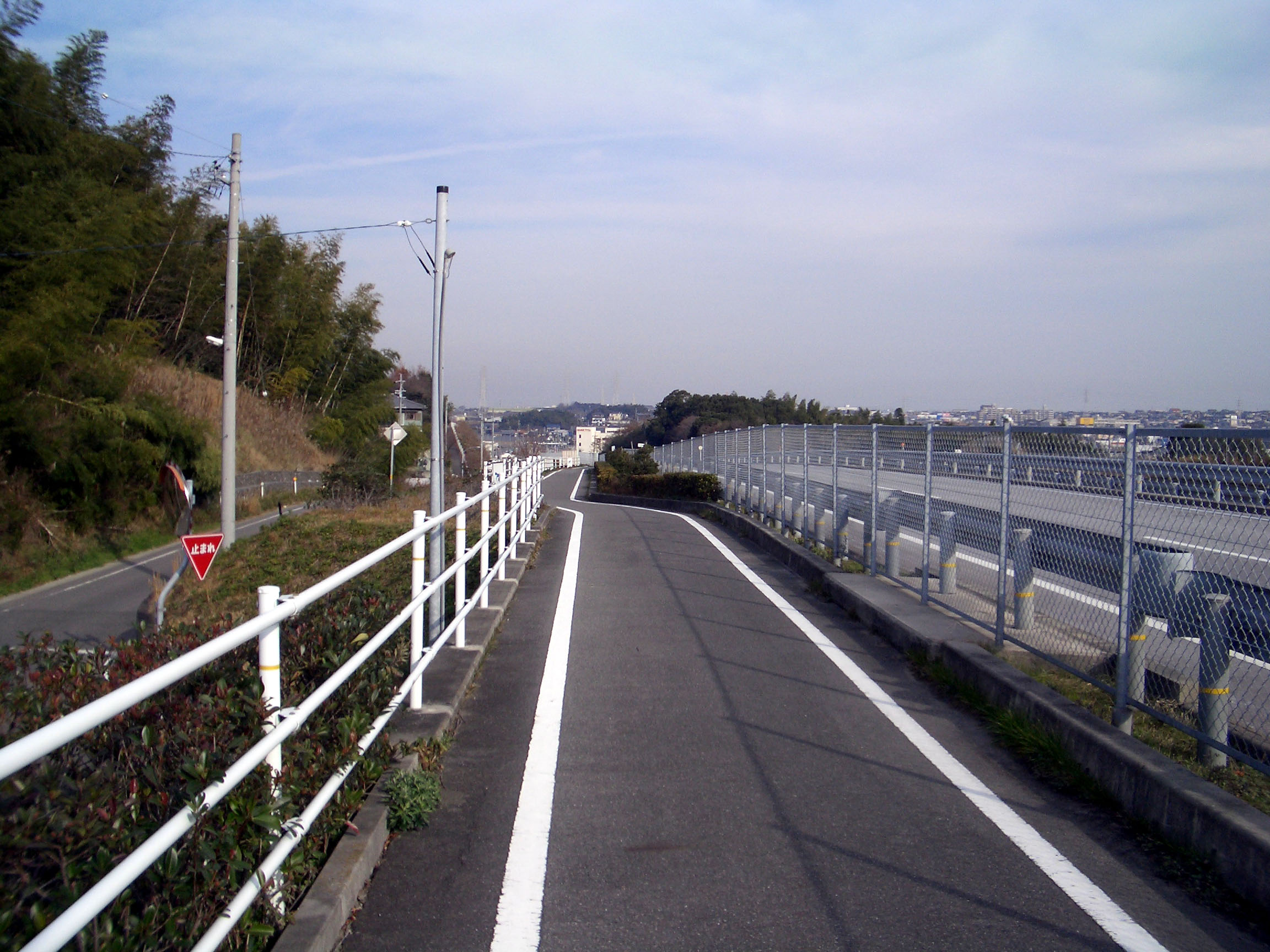
半田市稲荷町近辺。画面右隣を併走するのは南知多道路。

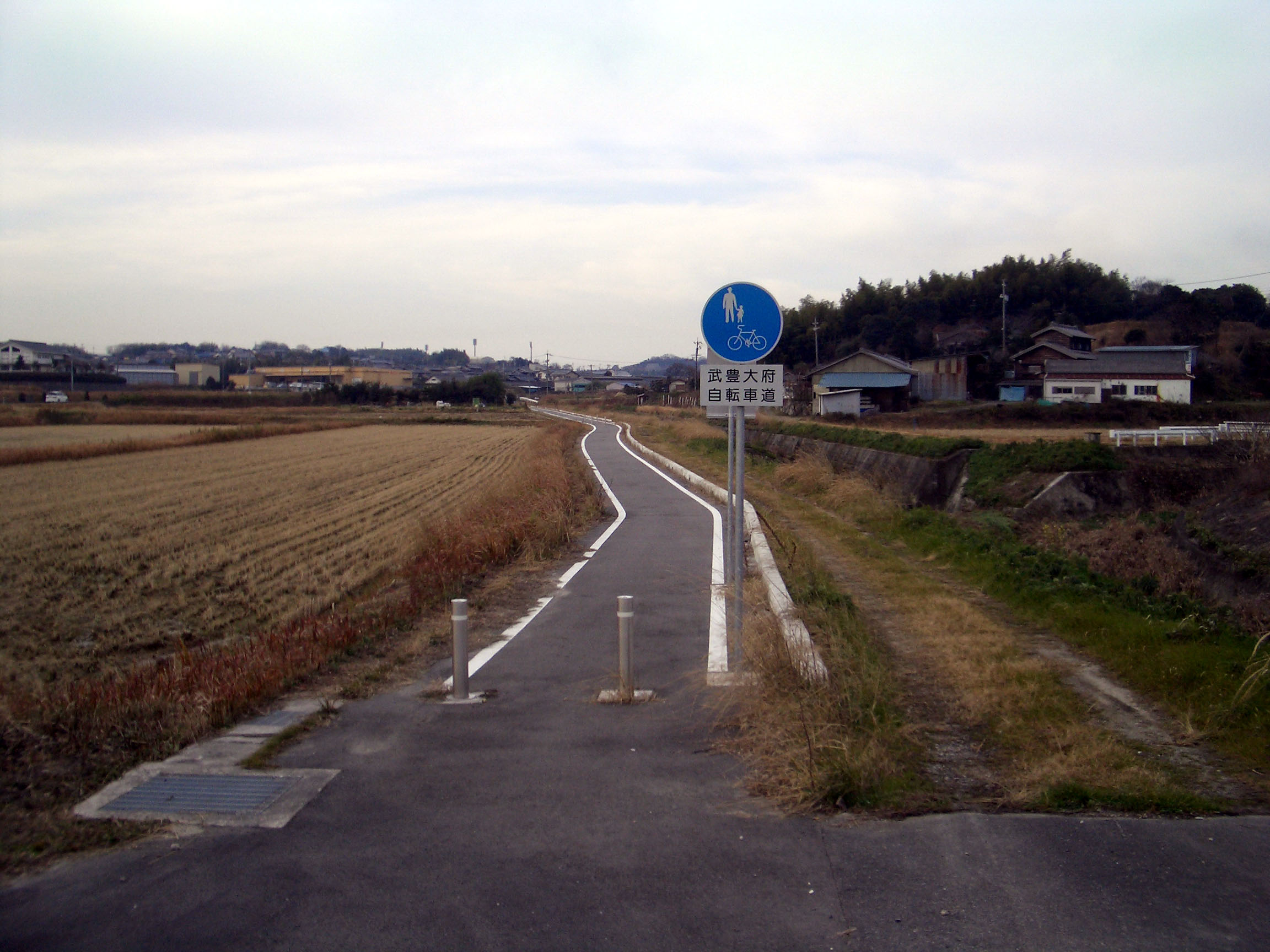
阿久比町植大近辺。のどかな田園風景が広がる。

知多半島サイクリングロードは「交通安全を確保し、あわせて心身の健全な発展に資すること」を目的とし、サイクリングが安全かつ快適に楽しめる道として計画され、また知多半島の豊かな自然、歴史、文化をつなぐ、人間交流の道としての役割を期待されて整備が進められている。
現在開通している区間の大部分は武豊町および半田市の区間であり、阿久比町から終点の大府市までは大半が未完了となっている。

### 路線データ
- 起点：愛知県知多郡武豊町字嶋田
- 終点：愛知県大府市吉田町
- 総延長：31.1km

## 歴史
- 1990年 着手
- 1991年6月3日：県道認定
- 2003年 14.4kmについて整備済
- 2009年 知多市三反田3から知多市八幡字七曲り（七曲池）までを整備
- 2010年 知多市八幡七曲り（七曲池）から知多市八幡字東鴻之巣までを整備

## 通過する自治体
- 知多郡武豊町
- 半田市
- 知多郡阿久比町
- 知多市
- 東海市
- 大府市

## 主な接続路線
- 南知多道路
- 愛知県道269号古場武豊線
- 愛知県道34号半田常滑線
- 愛知県道266号板山金山線
- 知多横断道路
- 愛知県道265号碧南半田常滑線
- 知多半島道路
- 愛知県道264号阿久比半田線
- 愛知県道55号名古屋半田線
- 愛知県道464号南粕谷半田線
- 愛知県道46号西尾知多線
- 愛知県道259号草木金沢線
- 愛知県道254号白沢八幡線
- 愛知県道24号知多東浦線
- 愛知県道252号大府常滑線
- 愛知県道23号東浦名古屋線
- 国道155号

## 主な橋
- 佐布里大橋
- 成就自転車道橋

## 沿線の休憩施設
- 各所に休憩所（7箇所）

## 沿線の観光名所・施設

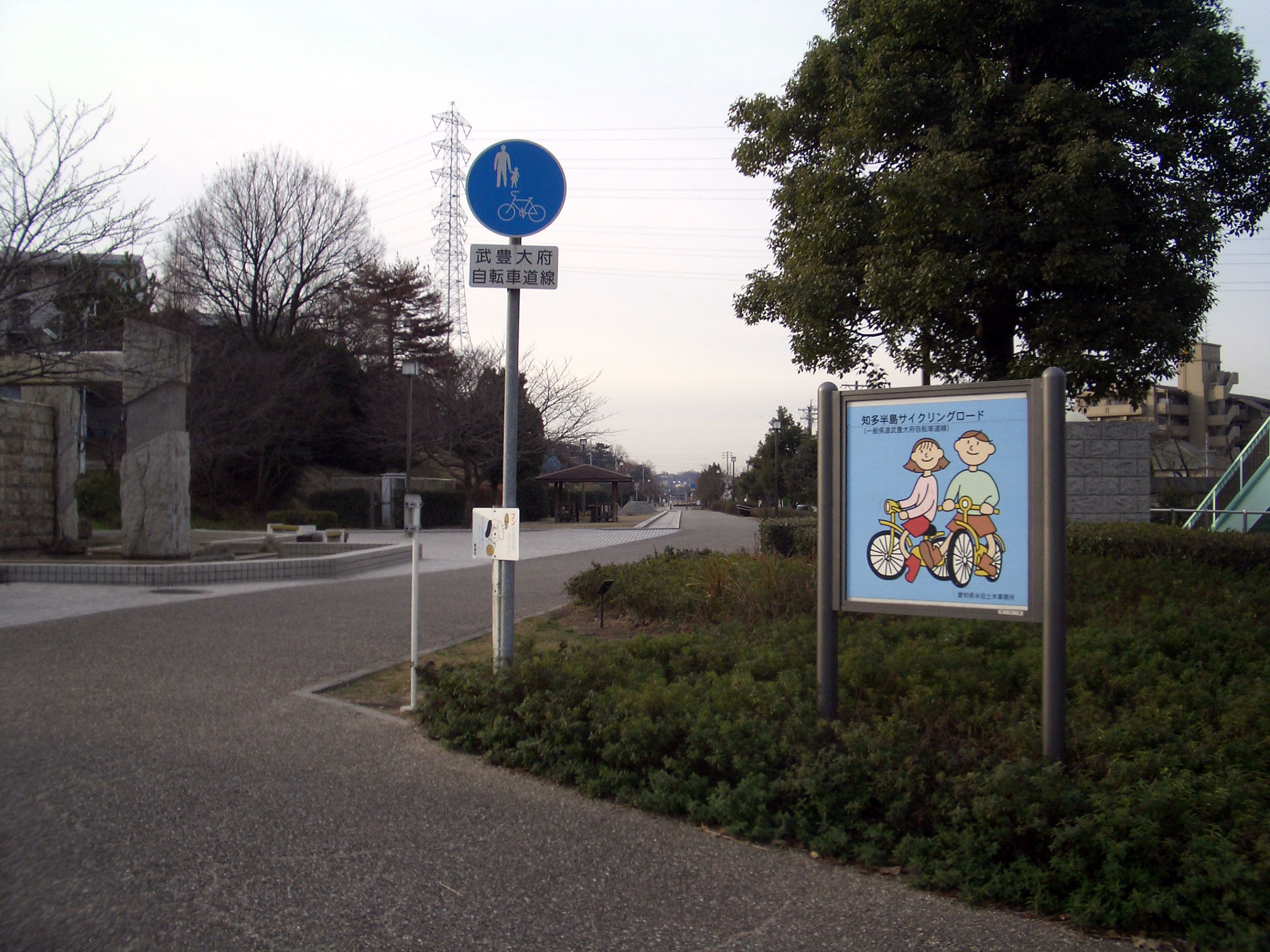
知多半島サイクリングロードの一部として整備された東海市加木屋町の大堀緑道。地下を愛知用水の幹線水路が通る。

- 武豊町自然公園
- 壱町田湿地
- 武豊野外活動センター
- 半田運動公園
- 新美南吉記念館
- 阿久比スポーツ村
- 佐布里池
- あいち健康の森公園

## 走行上の注意

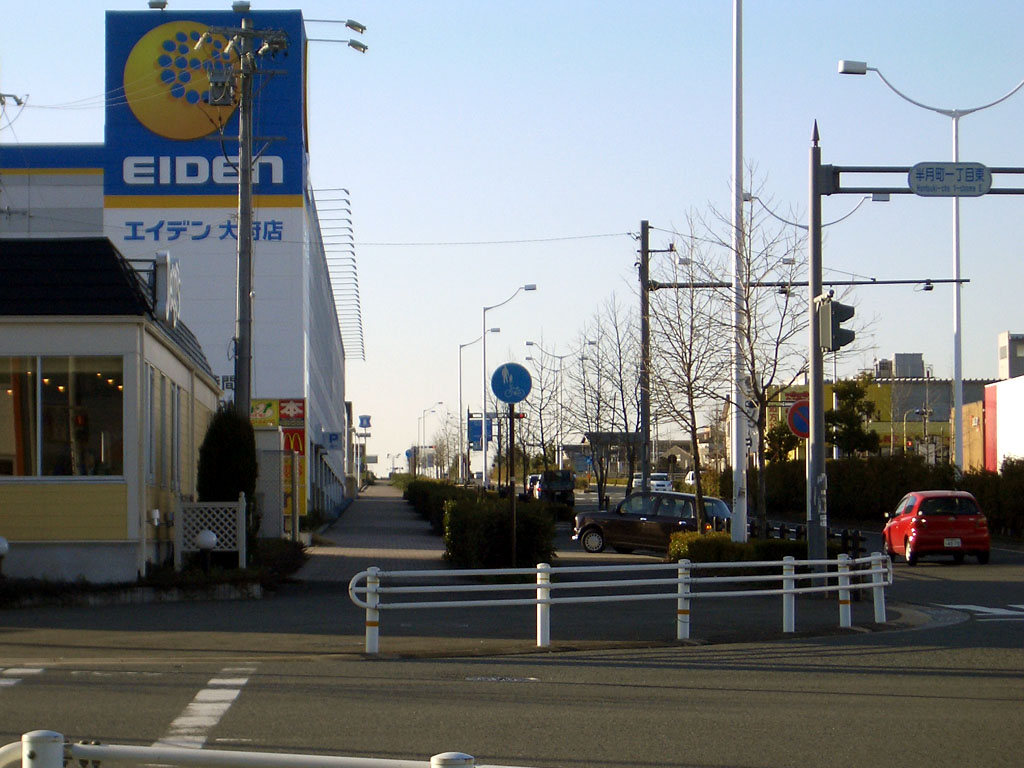
終点：大府市半月町。プレス上の事業区間としては吉田町（国道155号）が終点とされる。

- 歩行者も散見され、一般道との交差点には「自転車からおりて通行してください」との案内板が設置されている。
- 愛知県道34号半田常滑線との合流地点では減速帯風の荒い舗装が施されている。

## 別名
- 知多半島サイクリングロード（武豊町、半田市、阿久比町、知多市、東海市、大府市）